# Sibutramina
La sibutramina (C17H26NCl) es un fármaco anorexígeno utilizado para tratar la obesidad. La FDA ha ordenado suspender la comercialización de este medicamento en Estados Unidos debido a sus efectos perjudiciales sobre el sistema cardiovascular. También se ha retirado del mercado por los mismos motivos en la mayor parte de los países de Europa y el resto del mundo.

## Acción terapéutica
Es un supresor del apetito que actúa regulando centros cerebrales específicos. También estimula la termogénesis. Por otra parte, muestra cierto perfil antidepresivo, de manera que favorece el control de la ansiedad y la inhibición de los impulsos. El fármaco está indicada en conjunto con una dieta hipocalórica, o baja en calorías, y un estilo de vida adecuado, que incluya ejercicio y hábitos saludables.

## Mecanismo de acción
La sibutramina actúa a nivel del sistema nervioso central, inhibiendo la recaptación de serotonina (5-HT) y de noradrenalina.

## Efectos secundarios
Aunque está químicamente emparentada con la anfetamina, no se trata de un anorexígeno clásico: sus efectos estimulantes son significativamente menores, y la descontinuación del tratamiento no resulta en un síndrome de abstinencia. Sin embargo, puede producir algunos efectos secundarios, tales como:
- Aumento de la presión arterial y la frecuencia cardiaca;
- Sequedad de boca;
- Rubor;
- Sudoración;
- Dolor de cabeza;
- Insomnio;
- Náuseas.
- Depresión

## Contraindicaciones
Debe evitarse la administración de este medicamento o bien evaluar cuidadosamente la conveniencia del tratamiento en los siguientes casos:
- hipertensión arterial;
- antecedentes de patologías cardiacas;
- trastornos alimenticios (anorexia y bulimia);
- embarazo y lactancia;
- pacientes pediátricos.

## Advertencias

### América
En varios países de este continente se ha restringido el uso de la sibutramina y en algunos más está totalmente suspendida su comercialización.

#### República Dominicana
El Ministerio de Salud Pública de la Rep. Dominicana el 28 de octubre de 2016 emitió una resolución que prohíbe la importación de materia prima, elaboración, comercialización, distribución y dispensación de especialidades farmacéuticas que contengan el principio activo SIBUTRAMINA, además ordena a los importadores, laboratorios, representantes y titulares de registro sanitario el retiro inmediato del mercado de los productos que contengan el principio activo SIBUTRAMINA.

#### Venezuela
El Instituto Nacional de Higiene “Rafael Rangel” suspendió la comercialización de la sibutramina en octubre de 2010 debido a que demostró un aumento significativo en el riesgo  de aparición de eventos cardiovasculares graves ocasionando la muerte.

#### Argentina
La ANMAT de la República Argentina suspendió en octubre del 2010 la comercialización y uso de medicinas que contengan el fármaco sibutramina, que actúa como anorexígeno. Aseguraron que su consumo está asociado con problemas cardiovasculares.

#### Chile
El ISP de Chile ordena la suspensión de la venta de sibutramina. Esta es una medida de prevención que busca proteger a la población frente a los efectos adversos que este medicamento pueda provocar. A la fecha, ya no se comercializa de manera legal ninguna forma farmacéutica de sibutramina, sin embargo aun existen consumidores de este fármaco. Las últimas presentaciones eran de condición de venta Bajo Receta Médica Retenida en Establecimientos Tipo A[cita requerida].

#### Colombia
En Colombia el Instituto de Vigilancia de Medicamentos y Alimentos (Invima) canceló el registro sanitario en el país de todo medicamento conteniendo sibutramina, quedando desautorizada así su formulación.

#### Ecuador
En el Ecuador el Instituto Nacional de Higiene Izquieta Pérez suspendió el registro sanitario de todos los medicamentos que contienen sibutramina y por tanto su comercialización está prohibida para su venta en el territorio nacional.

#### Estados Unidos
La Agencia de Alimentos y Medicamentos (FDA) de los Estados Unidos ha ordenado suspender la comercialización de la sibutramina debido a sus efectos graves sobre el aparato cardiovascular.

#### México
En México, la Comisión Federal para la Protección contra Riesgos Sanitarios (COFEPRIS) también ordenó la suspensión de la venta de este fármaco y de sus variantes comerciales que no requerían receta médica. El 11 de mayo de 2010, la COFEPRIS ordenó que dicha sustancia pasaría de la Fracción IV a la Fracción III del Artículo 226 de la Ley General de Salud, por lo que solo podría adquirirse con receta médica que se podrá surtir hasta tres veces y registrándose cada vez en los libros de control; todo ello, en virtud de analizar y evaluar 157 notificaciones de reacciones adversas. El 8 de octubre de 2010, la COFEPRIS ordena el retiro de la sibutramina y el 14 de octubre del mismo año, después de análisis exhaustivos diversos sobre el producto, se ratifica la orden del retiro de la sibutramina.

### Europa
La Agencia Europea de Medicamentos (EMA) recomendó descontinuar el uso de ésta droga después que un estudio determinara que existiría un aumento de problemas cardiovasculares en personas que utilizan esa droga como parte del tratamiento para el sobrepeso o la obesidad, lo cual alteraría la relación costo-beneficio del medicamento.

#### España
La Agencia Española de Medicamentos y Productos Sanitarios (AEMPS) ha ordenado la suspensión de la comercialización en ese país. Otros países de Europa están evaluando la situación para tomar una resolución, en razón de que según el estudio en cuestión, el fármaco habría sido prescripto incorrectamente en pacientes con patologías cardíacas previas en los que estaba contraindicado..